# Schizaea fistulosa
Schizaea fistulosa là một loài dương xỉ trong họ Schizaeaceae. Loài này được Labill. mô tả khoa học đầu tiên.